# Aréna Guy-Carbonneau
Pour les articles homonymes, voir Guy Carbonneau et Carbonneau.
L'Aréna Guy-Carbonneau est le deuxième amphithéâtre en importance de Sept-Îles avec ses 500 sièges. Il était autrefois connu sous le nom d'Aréna de Participation.
Il est utilisé durant l'hiver par le hockey mineur et le patinage artistique. 

## Histoire
Des travaux sont actuellement[Quand ?] en cours afin de rajeunir l'aréna. Évalués à 4,1 millions de dollars, ils permettent d'agrandir la salle mécanique et de réaménager le système de réfrigération, la dalle de béton, les bandes, les bancs des joueurs et les gradins.
Depuis mars 2020, l'aréna s'est transformée en clinique de dépistage dédiée à la COVID-19. Les utilisateurs peuvent y entrer en auto afin de se faire tester. 